# Maite Mola
María Teresa Mola Sainz (Bilbao, 31 de octubre de 1953) es una política española miembro del Partido de la Izquierda Europea, del Partido Comunista de España y de Izquierda Unida. Además es catedrática de matemáticas del IES Pablo Sarasate en Lodosa, Navarra.

## Vida profesional

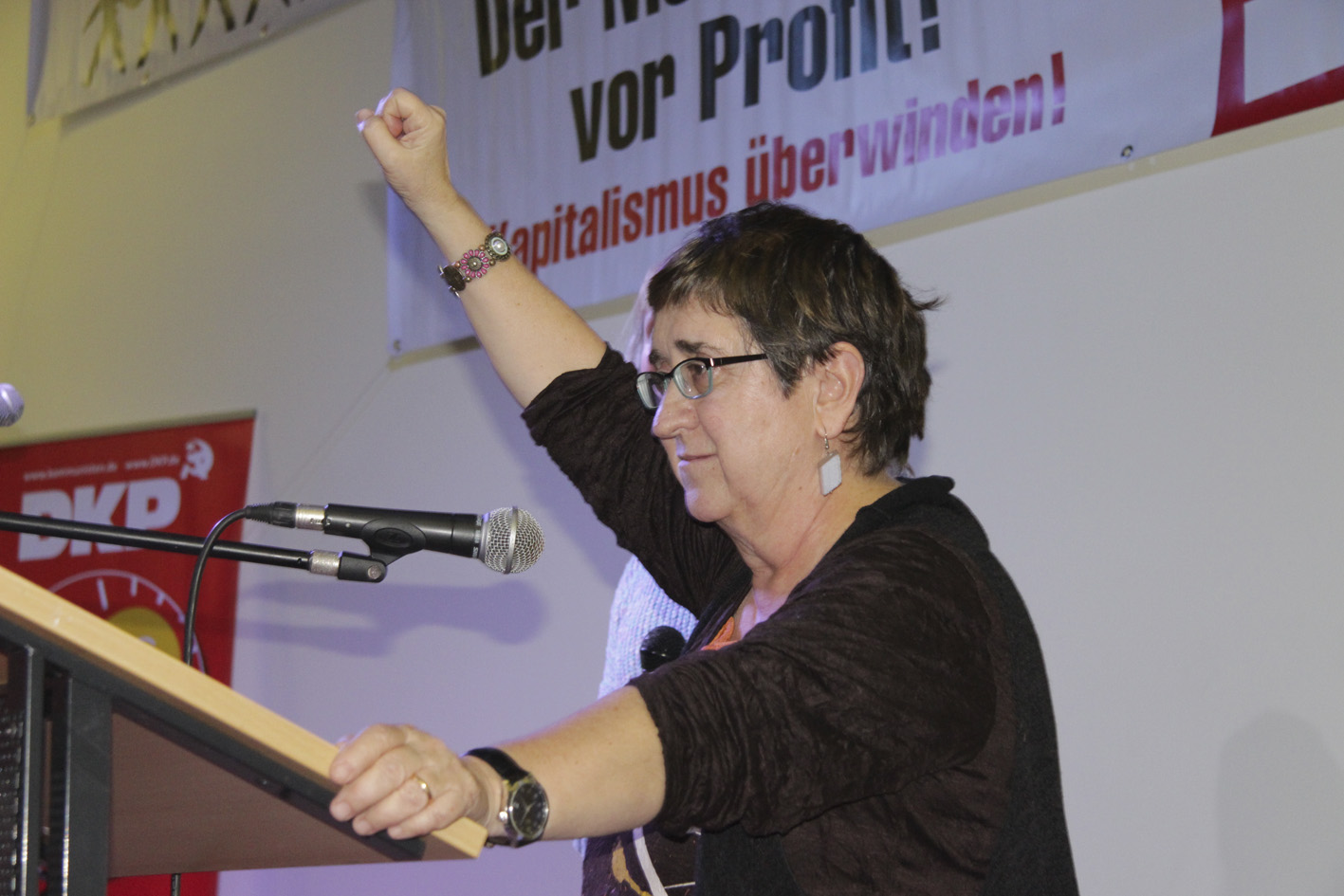
Maite Mola en el acto del DKP

Estudió Ciencias Físicas por la Universidad del País Vasco. Posteriormente realizó un Master en Nuevas Tecnologías, por la Universidad Autónoma de Barcelona, el curso 2004-2005. 
En el 2006 obtuvo el Primer premio de Innovación educativa del gobierno de Navarra. Y años más tarde, en el 2008 tuvo una mención honorífica del Premio Irene, la Violencia empieza en casa, del Ministerio de Educación y Ciencia.

## Vida política actual
Actualmente Maite Mola es Vicepresidenta del Partido de la Izquierda europea (PIE), además de coordinadora del ejecutivo y responsable de internacional de dicho partido. Por otra parte, es miembro de la Permanente del PCE y responsable de la Secretaría de política internacional del PCE. Además, es también miembro de la dirección de Izquierda Unida Federal, y Secretaria política del PCE en Navarra y miembro de la dirección de Izquierda Unida de Navarra.
A nivel social, Maite Mola es militante feminista. Durante años ha estado trabajando en diferentes plataformas de mujeres, principalmente en la de la Abolición de la prostitución.
En el plano sindical, Maite Mola está afiliada al sindicato de enseñanza de CC.OO. desde 1983.